# Зегадлович, Эмиль
Эмиль Зегадлович (пол. Emil Zegadłowicz, 20 июля 1888, Бельско-Бяла — 24 февраля 1941, Сосновец) — польский поэт, прозаик, драматург, переводчик, один из крупнейших представителей польского экспрессионизма.

## Биография

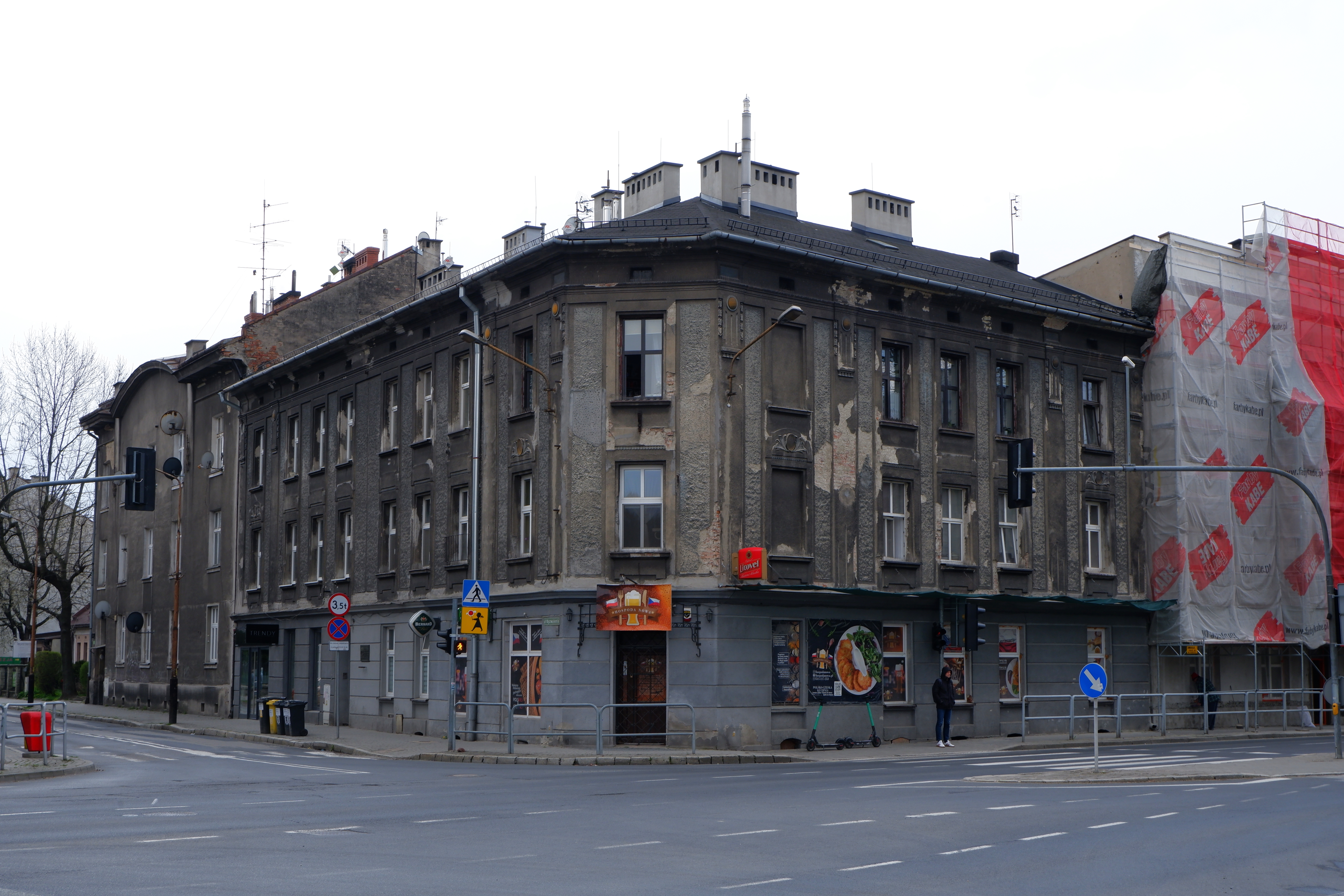
Родной дом Эмиля Зегадловича

Сын учителя. Детство провёл в деревне под Вадовице. Закончил Вадовицкую гимназию (1906). Учился в Ягеллонском университете в Кракове, в Вене и Дрездене.
В 1929—1931 жил в Познани, заведовал литературной частью городского Польского театра, служил в издательстве, работал в местных журналах. Позднее переселился в Катовице, преподавал историю искусства в городской консерватории. В 1933 был избран почётным гражданином Катовице.

## Творчество

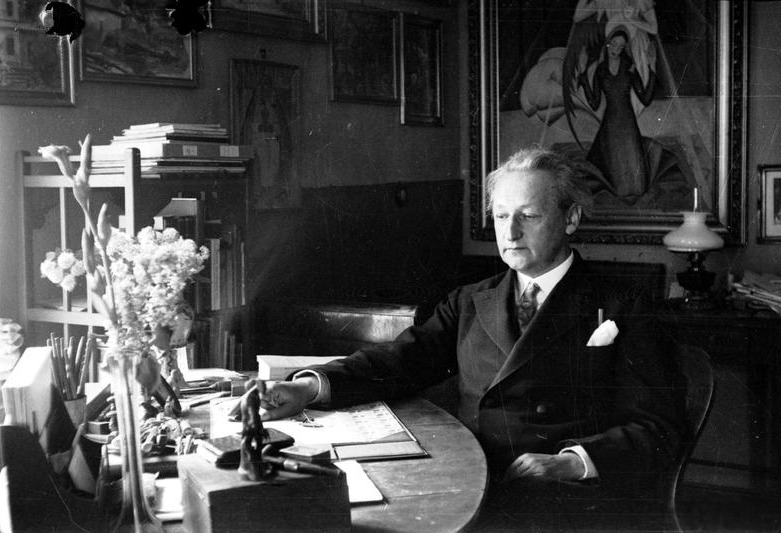
Эмиль Зегадлович в своём доме (июнь 1933 года)

Дебютировал в 1908 году. Выработал в своём творчестве уникальное соединение бескидского фольклора с экспрессионистской поэтикой. Переводил с румынского (Эминеску), немецкого, среди его переводов — «Фауст» Гёте.

## Произведения
- 1923 Powsinogi beskidzkie

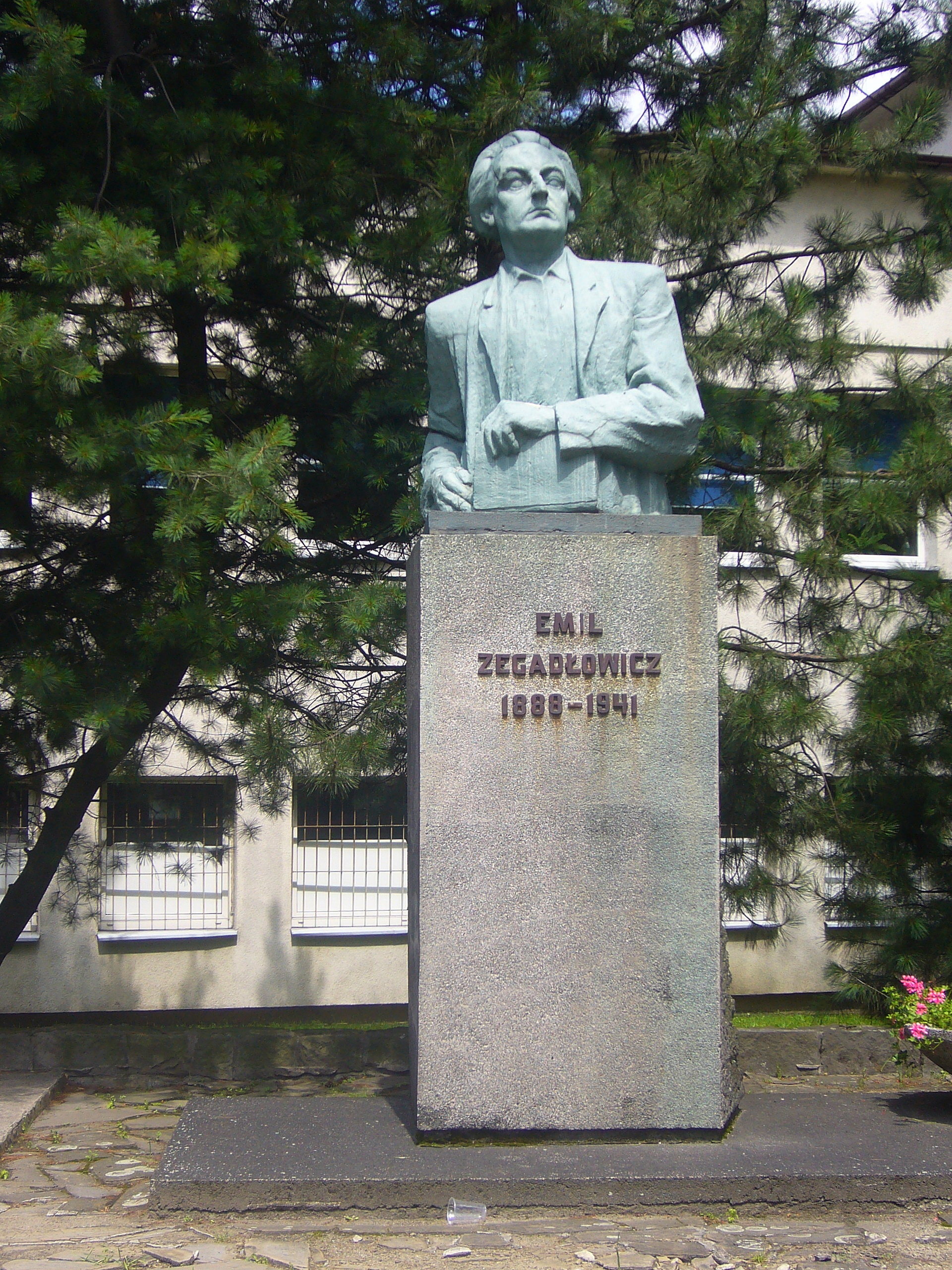
Памятник поэту в Вадовице

- 1923 Бескидские колядки/ Kolędziołki beskidzkie
- 1924 Масляная лампа/ Lampka oliwna, Пограничный камень/ Głaz graniczny (драмы)
- 1925 Nawiedzeni (баллада-мистерия в 3-х действиях)
- 1927 Можжевёловый дом/ Dom jałowcowy (стихотворения)
- 1927—1929 Żywot Mikołaja Srebrempisanego (цикл автобиографических повестей)
- 1935 Zmory (повесть, экранизация Войцеха Марчевского, 1978)
- 1936 Pokój dziecinny (драма)
- 1938 Motory (повесть)
- 1939 Мёртвое море/ Martwe morze (повесть)
- 1939 Ваш корреспондент сообщает/ Wasz korespondent donosi (драма, не сохранилась)
- 1940 Карточный домик/ Domek z kart (драма, экранизация Эрвина Аксера, 1954)

## Признание
Офицерский крест Ордена Возрождения Польши (1930).
Золотые академические лавры Польской академии литературы (1935).